# TuS Erndtebrück
El TuS Erndtebrück es un equipo de fútbol de Alemania que juega en la Oberliga Westfalen, una de las ligas que conforman la quinta división de fútbol en el país.

## Historia
Fue fundado en el año 1895 como un equipo de gimnasia llamado Turnverein Erndtebrück, hasta que en 1921 se fusionaron con el VfB Erndtebrück para dar origen al club actual, que a su vez formó la sección de fútbol. En 1953 formaron otras secciones deportivas como la natación y deportes invernales. Luego de eso aparecieron otras secciones como boliche en 1963, artes marciales en 1988, taekwondo en 1992 y jiu-jitsu en 2003.
El club de fútbol tuvo su primer éxito hasta el año 2000 al ascender a la Verbandsliga, en la cual se mantuvieron hasta el 2001 al ascender a la NRW-Liga, y en 2012 ascienden a la Oberliga, ganando el título regional en 2015 y ascendiendo por primera vez en su historia a la Regionalliga West.

## Palmarés
- Westfalenliga – Grupo 2: 1

2011
- Oberliga Westfalen: 2

2015, 2017